# MATLAB
MATLAB (navnet er dannet som en sammentrækning af de to matemtaiske begreber MATrix og LABoratory) er et matematik-computerprogram som fokuserer på anvendelsen af matricer og vektorer.

## Opståen og features
Programmet så dagens lys sidst i 1970'erne, og på daværende tidspunkt var Cleve Moler hovedophavsmanden bag dette program.
Foruden numeriske beregninger er det også muligt at lave grafer (plots) og grafiske bruger-interface.
Styresystemer
MATLAB findes til disse styresystemer:
Windows, macOS og Linux

## Anvendelse i Danmark
MATLAB er et af ingeniørernes foretrukne matematik-computerprogrammer. I Danmark bliver MATLAB blandt andet anvendt på en række universiteter: Aalborg Universitet, Syddansk Universitet, Danmarks Tekniske Universitet, Ingeniørhøjskolen Aarhus Universitet, Ingeniørhøjskolen i København, Københavns Universitet, Roskilde Universitet. Firmaet COWI anvender også MATLAB.

## Presseomtale
Disse tre CAS-softwares hjælper kunstig intelligens med at lære matematik: MATLAB, Maple og Mathematica.

## Tabel
Matlab hører til denne gruppe af CAS-softwares
| Navn                                  | Software licens             | Programmeringssprog    | MS Windows | macOS                | Linux  | Andre OS      | Kommando løser differentialligning                                          | Note og kilde       |
| ------------------------------------- | --------------------------- | ---------------------- | ---------- | -------------------- | ------ | ------------- | --------------------------------------------------------------------------- | ------------------- |
| CPMP-Tools                            | freeware eller fri software | java                   | Windows    | macOS                | Linux  |               |                                                                             | [ 11 ]              |
| ExpressionsinBar                      | freeware eller fri software | ?                      |            | 64 bit app for macOS |        |               | desolve({\displaystyle y'=b\cdot y-a} , {\displaystyle y})                  | [ 12 ]              |
| GeoGebra                              | freeware eller fri software | java                   | Windows    | macOS                | Linux  | Android & iOS | SolveODE(                                                                   | også som web app    |
| Maple *                               | kommerciel                  | C, Java, Maple         | Windows    | macOS                | Linux  |               | dsolve{\displaystyle (y'(x)=k\cdot y(x)} , {\displaystyle y(x))}            | [ 16 ]              |
| Mathematica *                         | kommerciel                  | Wolfram Language, Lisp | Windows    | macOS                | Linux  | Solaris       | DSolve({\displaystyle y'=k\cdot y} , {\displaystyle y})                     | også som web app    |
| MATLAB                                | kommerciel                  | C/C++, MATLAB          | Windows    | macOS                | Linux  |               |                                                                             | [ 20 ]              |
| Maxima                                | freeware eller fri software | Common Lisp            | Windows    | macOS                | Linux  | Android       | ode2 (eqn, dvar, ivar)                                                      | også som online app |
| SageMath                              | freeware eller fri software | Python 3               | Windows    | macOS                | Linux  |               | desolve({\displaystyle y'=b\cdot y-a} , {\displaystyle y})                  | [ 24 ]              |
| Singular                              | freeware eller fri software | C++                    | Windows    | macOS                | Linux  |               |                                                                             | findes også online  |
| TI-Nspire CX CAS                      | kommerciel                  | ?                      | Windows    | macOS                |        |               | deSolve({\displaystyle y'=b\cdot y-a}, {\displaystyle x},{\displaystyle y}) | [ 28 ] [ 29 ]       |
| TI-89 simulator & TI-92 Plus emulator | freeware eller fri software | ?                      | online     | online               | online | online        | deSolve({\displaystyle y'=b\cdot y-a}, {\displaystyle x},{\displaystyle y}) | [ 30 ] [ 31 ]       |
| Xcas                                  | freeware eller fri software | C++                    | Windows    | macOS                | Linux  | Android       | desolve({\displaystyle y'=b\cdot y-a} , {\displaystyle y})                  | [ 33 ]              |
| Yacas                                 | freeware eller fri software | C++                    | Windows    | macOS                | Linux  |               | OdeSolve({\displaystyle y''-4*y==0} )                                       | [ 35 ]              |

* løser også triple integraler.